# Пэйс, Аманда
Аманда Пэйс (англ. Amanda Pays, род. 6 июня 1959 в Лондоне, Великобритания) — британская актриса.
Сыграла роль Теоры Джонс в кинофильме и одноимённом телевизионном сериале «Макс Хэдрум», в честь которой был назван видеокодек Theora. Также сыграла роль Кристины МакГи в телесериале «Флэш» (англ. Flash)
Вышла замуж за американского актёра Корбина Бернсена 19 ноября 1988 года, 4 детей. Приходится племянницей актрисе Мэнди Миллер.
Играла в мини-телесериале «Наша эра».
Приглашённая актриса в одном из эпизодов «Секретных материалов» (1 сезон 12 серия), роль Фиби Грин.

## Фильмография
- Флэш — доктор Тина МакГи
- Месть без предела — (эпизод 10 «Вендетта»)
- Секретные материалы — Фиби Грин (эпизод 12 — «Огонь»)
- Флэш — доктор Тина МакГи
- В огне — доктор Дженнифер Льюис
- Нож — Мариет
- Ночной защитник
- Левиафан — Уилли
- Паутина обмана
- Пасьянс для двоих
- Помешанные на деньгах
- Без предела — Николь
- Родственник — Мелисса Левтридж
- Макс Хэдрум: на 20 минут в будущее — Теора Джонс
- Тринадцать за обедом — Джеральдин Марш
- Наша эра — Сара
- Эпоха вероломства — Елена
- Человек-молния 2: Месть надувателя
- «Демпси и Мейкпис» (сериал, 1985)